# اللبان (حي)
حي اللبان يقع في نطاق حي غرب الإسكندرية،يقع بين حي المنشية ومنطقة مينا البصل بالإسكندرية. حي اللبان يعتبر من الأحياء الشعبية الفقيرة والتي تمثل ظهيرا لمنطقة ميناء الإسكندرية وقد تكون بطريقة عشوائية في عهد محمد علي باشا.

## التسمية
ويرجع مسمي اللبان الي أحد الشيوخ المتصوفين المعروفين وهو الشيخ شمس الدين محمد بن أحمد بن عبد المؤمن بن اللبان الأسعردي والذي ولد بدمشق عام 685 هـ، وتلقى علومه بالشام فتبنى المذهب الشافعي ثم حضر الإسكندرية التي عاش بها وكان أحد علمائها حتى توفي بها عام 749 هـ.

## طبيعة الحي
وبشكل عام فقد اصطبغت المنطقة بالصبغة الصناعية والتجارية التي ما زالت تلتصق بها حتى يومنا هذا حيث توجد الورش والمخازن الخاصة بتجار الأخشاب وورش الحدادين.

### ريا وسكينة

ريا وسكينة

شهد الحي في عام 1921 ،اكتشاف أبشع وأشهر عصابات الخطف والقتل في مصر خلال القرن العشرين وهما ريا وسكينة اللتان عملتا في «الدلالة» وهي مهنة تمتهنها النساء في الاحياء الشعبية من خلال شراء أفضل الأنواع من الاقمشة والعطور وأكسسوارات النساء وبيعها لهن في المنازل. إلا أن ريا وسكينة اختلفتا عن غيرهما من الدلالات حيث كن يحضرن النساء إلى منزلهن بدعوى ان المعروضات كثيرة ولا يستطعن السير بها والتنقل من منزل إلى آخر. فكانت السيدات تذهب معهن عن طيب خاطر.